# Chondracanthus yanezi
Chondracanthus yanezi – gatunek widłonoga z rodziny Chondracanthidae. Nazwa naukowa tego gatunku skorupiaków została opublikowana w 1980 roku przez chilijską biolog Guacoldę Guajardo Atrię.